# Забутий Яків Ісайович
Я́ків Іса́йович Забу́тий — український радянський організатор кіновиробництва, член Спілки кінематографістів СРСР.

## Загальні відомості
Працював директором фільмів на Кіностудії імені Олександра Довженка. Відомий як продюсер популярного телесеріалу «Народжена революцією» (1974).
Проживав у Києві за адресою бульвар Т. Шевченка, 53.
«Яків Забутий — м'яка, чуйна, добра людина — не мав крутого директорського характеру. Тому свої обов'язки виконував не за рахунок якостей керівника, лідера, директора, а своєю виключною працездатністю. Яків Забутий трудився вдень і вночі. Студія була для нього рідним домом», — згадував кінорежисер і письменник Василь Ілляшенко.

## Фільмографія
Директор фільмів:
- 1967 — «З нудьги», «Десятий крок»
- 1969 — «Де 042?»
- 1970 — «Сеспель»[2]
- 1972 — «Софія Грушко»
- 1973 — «Наперекір усьому»
- 1974 — «Народжена революцією»
- 1978 — «Спокута чужих гріхів»
- 1979 — «Розколоте небо» (у співавт.)
- 1980 — «Розповіді про любов»
- 1981 — «Історія одного кохання» (у співавт.) та ін.

Ролі в кіно:
- 1975 — «Мріяти і жити» (епізодична роль)